# دافني مولينا
دافني مولينا لونا (بالإسبانية: Dafne Molina)‏ (من مواليد 24 شباط/فبراير 1982 في مكسيكو سيتي) هي مُصمِّمة مكسيكية وصاحبة لقب ملكة جمال المكسيك عام 2005 حيثُ مثلت بلدها في مسابقة ملكة جمال العالم التي عُقدت في سانيا بالصين في 10 كانون الأول/ديسمبر 2005.

## السيرة الذاتيّة
قبل أن تُصبح ملكة جمال؛ شاركت دافني مولينا في برنامج مظهر العارضات (بالإنجليزية: Elite Model Look Mexico 2002)‏ وحصلت لاحقًا على دبلومها في التصميم الداخلي. بحلول 10 أيلول/سبتمبر 2004؛ شاركت دافني في مسابقة ملكة الجمال الوطنية (بالإسبانية: Nuestra Belleza México)‏ التي عُقدت في سان لويس بوتوسي؛ وحلَّت في المرتبة الثانية بعد لورا إليزوندو من تاماوليباس التي أصبحت ملكة جمال المكسيك ونفس الأمر بالنسبة لمولينا التي حصلت أيضًا على حقّ تمثيلِ المكسيك في مسابقة ملكة جمال العالم
 حلَّت مولينا في المركز الثاني أيضًا في المُسابقة العالميّة التي أُقيمت في أونور بيرنا فليالمسدوتر بآيسلندا فحصلت على لقب ملكة جمال العالم في أمريكا لعام 2005؛ كما احتلت المركز الثالث في مسابقة بيتش بيوتي؛ وفي 2 أيلول/سبتمبر 2005 خلفت دافني مولينا زميلتها كارلا خيمينيز من ولاية بويبلا.